# チャールズ・フレデリック・ミルズポー

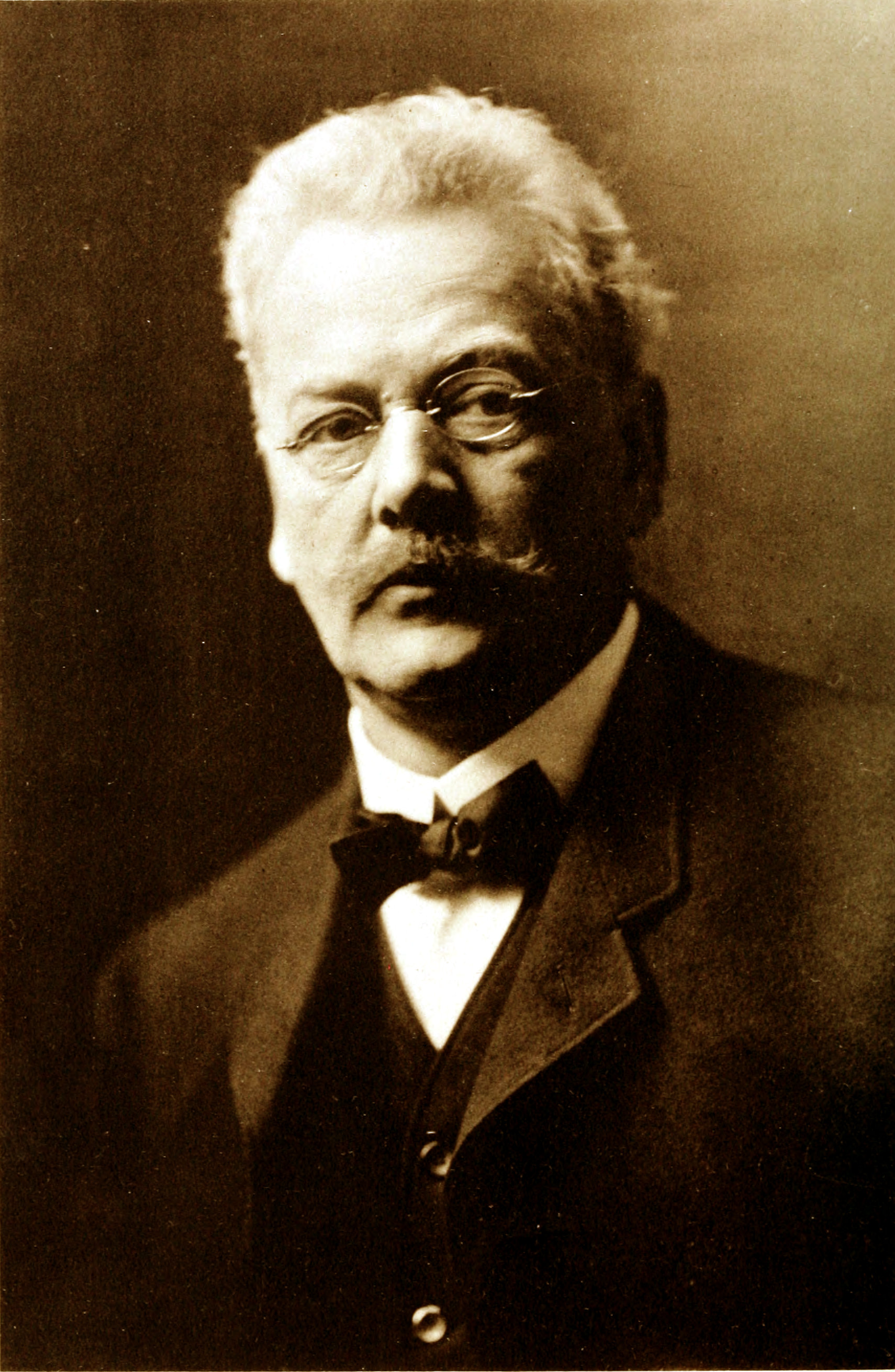
チャールズ・フレデリック・ミルズポー

チャールズ・フレデリック・ミルズポー（Charles Frederick Millspaugh、1854年6月20日 – 1923年9月16日）はアメリカ合衆国の植物学者である。フィールド自然史博物館の学芸員として働いた。

## 略歴
ニューヨーク州のイサカで生まれた。コーネル大学、ニューヨークホメオパシー医科大学で学んだ。数年間、彼は医師として働いた後、1891年から1893年ウェストバージニア大学で植物学を教えた。1894年に、フィールド自然史博物館の植物学部門の学芸員に任命された。1897年から1923年、彼はシカゴホメオパシー医科大学の薬用植物学の教授を務めた。シカゴ大学で植物学の講義も行った。西インド諸島、ブラジルや他の南米地域の調査に参加し、著書に『アメリカの薬用植物』（"American Medical Plants":1887）や『ウェストバージニアの植物』（"Flora of West Virginia" :1891）などがある。
タデ科の属名 MillspaughiaやNeomillspaughiaに献名されている。

## 著作
- American Medicinal Plants. An illustrated and descriptive guide to the American plants used as homoeopathic remedies, etc. (Boericke & Tafel, New York, 1884).
- Lawrence William Nuttall (1857-1933)と共著、 Flora of Santa Catalina Island (Chicago, 1895).
- Contribution to the Flora of Yucatan (1896).
- Plantæ Utowanæ. Plants collected in Bermuda, Porto Rico, St. Thomas, Culebras, Santo Domingo, Jamaica, Cuba, The Caymans, Cozumel, Yucatan, and the Alacran Shoals. Dec. 1898 to Mar. 1899, etc. (Chicago, 1900).
- Flora of the island of St. Croix (1902).
- Flora of the Sand Keys of Florida (Chicago, 1907).
- The living flora of West Virginia (1913).
- Earl Edward Sherff (1886-1966)と共著、 New Species of Xanthium and Solidago (Chicago, 1918).
- Revision of the North America species of Xanthium (1919).
- Nathaniel Lord Britton (1859-1934)と共著、 The Bahama flora (Chicago, 1920, réédité par Hafner, New York, 1962).
- Lawrence William Nuttall (1857-1933)と共著、 Flora of Santa Catalina Island (1923).
- Herbarium organization (1925).